# Slovenski tolar
Slovenski tolar, ki ga je sestavljalo 100 stotinov, je nekdanja uradna denarna enota v Republiki Sloveniji in Evropski uniji. Njegova oznaka po standardu ISO 4217 je SIT (sprva je nekaj časa veljala oznaka SLT). Izvor njegovega imena je v starem kovancu tolarju, enako kot pri dolarju. Uveden je bil po izteku brionske deklaracije, 8. oktobra 1991. Z do takrat veljavnimi jugoslovanskimi dinarji so se menjali v razmerju 1:1. Najprej so prišli v obtok boni v vrednosti 1, 2, 5, 10, 50, 100, 200, 500 in 1000, pozneje še za 5000 SIT. Boni so bili natisnjeni že na začetku leta 1991, takoj po plebiscitu o samostojnosti za primer, če bi med osamosvajanjem prišlo do pomanjkanja gotovine v obtoku. Na vseh bonih je bil motiv Triglava in knežjega kamna, ki je dvignil precej prahu v Avstriji, boni so se ločili le po barvi in izpisani nominalni vrednosti.
Po približno enem letu so postopoma prišli v obtok »pravi« bankovci, ki so jih tiskali v Združenem kraljestvu. Zasnoval jih je grafični oblikovalec Miljenko Licul, na njih so bili upodobljeni pomembnejši Slovenci in z njimi povezani motivi. Nekoliko kasneje so prišli v obtok tudi kovanci, ki so jih kovali na Slovaškem, na njih so bili upodobljeni živalski motivi. Poleg tega je bilo v obtok poslanih tudi nekaj priložnostnih kovancev, ki so sicer zakonito plačilno sredstvo, vendar nanje le redko naletimo, ker so večinoma končali pri zbiralcih.
Od 28. junija 2004 je bil tolar vezan na evro v ERM II, in sicer je tečaj tolarja 1 EUR = 239,64 SIT. 1. januarja 2007 je Slovenija postala članica evroobmočja, tako da je tolarje nadomestila skupna evropska valuta evro.

## Uvedba slovenske denarne enote
Ob razglasitvi neodvisnosti je bila pred Slovenijo med drugimi tudi naloga, da se osamosvoji denarno. Ker je bil z Brionsko deklaracijo razglašen trimesečni moratorij na kakršnekoli poteze, povezane z osamosvajanjem, so prebivalci Slovenije morali še naprej uporabljati jugoslovanski denar. Ta pa ni bil samo vse manj vreden, ampak ga je v Sloveniji začelo celo primanjkovati. Narodna banka Jugoslavije je namreč slovenske banke izključila iz jugoslovanskega monetarnega sistema in jih zato tudi ni več oskrbovala s potrebnim denarjem.
Ko je 8. oktobra 1991 prenehal veljati Brionski moratorij, je Slovenija lahko uvedla lasten denar. V noči na ta dan je Slovenski parlament po koncu burne razprave o imenu novega denarja sprejel zakon o denarni enoti Republike Slovenije in zakon o uporabi denarne enote Republike Slovenije ter s tem uvedel novo nacionalno denarno enoto - slovenski tolar kot edino zakonito plačilno sredstvo v Sloveniji. Ker bankovci za slovenske tolarje še niso bili natisnjeni, so bili dani v obtok brezimenski vrednostni boni. 9. oktobra so začeli jugoslovanske dinarje zamenjevati za vrednostni bon po menjalnem razmerju 1 : 1. Redna menjava je bila končana v treh dneh, in to brez težav. Od leta 1992 do 1994 so vrednostne bone nato postopno zamenjali za tolarske bankovce in kovance. Koroški deželni zbor je 7. novembra 1991 z resolucijo izrazil nasprotovanje upodobitvi knežjega kamna na plačilnih bonih, saj Avstrijci oporekajo statusu knežjega kamna kot slovenskega spomenika. Sprva je bilo načrtovano, da bo upodobljen tudi na enem od tolarskih bankovcev, a naj bi slovenska vlada ravno zaradi odnosov z Avstrijo zamisel opustila.
Za novo slovensko valuto je bil uveljavljen sistem uravnavano drsečih deviznih tečajev, kljub temu pa je Banka Slovenije le redkokdaj intervenirala na deviznem trgu. To je omogočilo takojšnjo notranjo konvertibilnost slovenskega tolarja in s tem odpravo črnega deviznega trga. Ob uvedbi lastne valute je bila Slovenija brez deviznih rezerv, pestila pa jo je tudi 22-odstotna mesečna inflacija. Zaradi zunanjetrgovinskega presežka do leta 1994 in poznejših kapitalskih prilivov ji je postopno uspelo nakopičiti precejšnje devizne rezerve. Prav tako ji je v manj kot letu dni uspelo znižati inflacijo na 2 % mesečne stopnje in nato do leta 1995 postopno do 8,6 % na letni ravni. Tega leta je slovenski tolar tudi uradno postal konvertibilna valuta.

## Bankovci
Bankovce je izdajala Banka Slovenije. V Sloveniji so bili zakonito plačilno sredstvo v neomejenem obsegu v dolžniško-upniških razmerjih, za razliko od kovancev, za katere je bil leta 2002 sprejet sklep o omejitvi na 50 kosov. Do leta 2002 je bilo natisnjenih 343 milijonov kosov bankovcev, od tega jih je bilo v obtoku 130 milijonov kosov v takratni vrednosti 160 milijard tolarjev.
Tik pred uvedbo evra so bili konec leta 2006 v Sloveniji v obtoku naslednji bankovci:

### 10 tolarjev
- Velikost: 120 x 60 mm
- Datum izdaje: 15. januar 1992
- Izročen v obtok: 27. november 1992

Osnovni motiv sprednje strani bankovca je lik protestanta Primoža Trubarja, izdelan v ročni gravuri. Podobo dopolnjuje senca profila, izpolnjena z mikropisavo. Na osrednjem delu leve polovice bankovca je odtisnjen v tehniki globokega tiska motiv s prve strani Trubarjevega Abecedarija, pod njim pa je upodobljeno pisateljsko pero. V vodnem znaku je lik Primoža Trubarja
Na zadnji strani bankovca je reprodukcija risbe Uršulinske cerkve v Ljubljani. V zgornjem levem delu bankovca je v tehniki globokega tiska odtisnjen motiv iz Novega testamenta.

### 20 tolarjev
- Velikost: 126 x 63 mm
- Datum izdaje: 15. januar 1992
- Izročen v obtok: 28. december 1992

Osnovni motiv sprednje strani bankovca je lik polihistorja Janeza Vajkarda Valvasorja, izdelan v ročni gravuri. Senca profila lika je izpolnjena z mikropisavo. Na levem delu bankovca je v tehniki globokega tiska odtisnjeno geodetsko šestilo. V vodnem znaku je upodobljen lik J. V. Valvasorja.
Na zadnji strani so v globokem tisku odtisnjeni različni segmenti zemljevida Slovenije in zaključna vinjeta dveh angelov iz knjige J. V. Valvasorja Slava vojvodine Kranjske. Na levi strani bankovca je napis »Dulcis ex labore fructus« (Sladák je dela sad).

### 50 tolarjev
- Velikost: 132 x 66 mm
- Datum izdaje: 15. januar 1992
- Izročen v obtok: 19. marec 1993

Osnovni motiv sprednje strani bankovca je lik matematika Jurija Vege, izdelan v ročni gravuri. Podobo dopolnjuje senca profila, izpolnjena z mikropisavo. Na levi polovici bankovca je v globokem tisku odtisnjen motiv risbe iz Vegove razprave o krogli. V vodnem znaku je upodobljen lik Jurija Vege.
Na zadnji strani je ponazorjeno Osončje ter risba pročelja Lontovža v Ljubljani, v katerem domuje Slovenska akademija znanosti in umetnosti.

### 100 tolarjev
- Velikost: 138 x 69 mm
- Datum izdaje:

1. 15. januar 1992
2. 15. januar 2003

- Izročen v obtok:

1. 30. september 1992
2. 12. maj 2003

Osnovni motiv sprednje strani bankovca je lik slikarja impresionista Riharda Jakopiča, izdelan v ročni gravuri. Podobo dopolnjuje senca profila, izpolnjena z mikropisavo. Osrednji del leve polovice bankovca zapolnjujejo slikarska paleta in dva slikarska čopiča. V vodnem znaku je lik Riharda Jakopiča.
Zadnjo stran predstavljata detajl Jakopičeve slike Sonce in načrt nekdanjega Jakopičevega paviljona v Ljubljani, ki je v globokem tisku.

### 200 tolarjev
- Velikost: 144 x 72 mm
- Datum izdaje:

1. 15. januar 1992
2. 8. oktober 1997
3. 15. januar 2001
4. 15. januar 2004

- Izročen v obtok:

1. 22. februar 1993
2. 10. marec 1998
3. 20. junij 2001
4. 2. avgust 2004

Osnovni motiv sprednje strani bankovca je lik skladatelja Jakoba Gallusa (Iacobusa Gallusa), izdelan v ročni gravuri. Podobo dopolnjuje senca profila, izpolnjena z mikropisavo. V osrednjem delu je odtisnjena risba motiva orgel iz 17. stoletja. V vodnem znaku je lik Iacobusa Gallusa.
Na zadnji strani bankovca je na levi strani risba pročelja Slovenske filharmonije v tehniki globokega tiska. Na osrednjem delu bankovca je odtisnjen notni zapis skladbe »Gloria in excelsis Deo« (Slava Bogu na višavah).
Bankovci dveh izdaj se razlikujejo v datumu izdaje in podpisu člana Sveta banke na hrbtni strani.

### 500 tolarjev
- Velikost: 150 x 75 mm
- Datum izdaje:

1. 15. januar 1992
2. 15. januar 2001
3. 15. januar 2005

- Izročen v obtok:

1. 30. september 1992
2. 20. junij 2001
3. 20. junij 2005

Osnovni motiv sprednje strani bankovca je lik arhitekta Jožeta Plečnika, izdelan v ročni gravuri. Podobo dopolnjuje senca profila, izpolnjena z mikropisavo. Na levi polovici bankovca je reproducirano šestilo z izrisano krožnico. V vodnem znaku je lik Jožeta Plečnika.
Osrednji motiv zadnje strani bankovca predstavlja risba vzhodne fasade Narodne in univerzitetne knjiznice v Ljubljani. V spodnjem delu bankovca pa je prikazan tloris knjižnice.

### 1000 tolarjev
- Velikost: 156 x 78 mm
- Datum izdaje:

1. 15. januar 1992
2. 1. junij 1993
3. 15. januar 2000
4. 15. januar 2003
5. 15. januar 2004
6. 15. januar 2005

- Izročen v obtok:

1. 30. september 1992
2. 13. december 1993
3. 10. julij 2000
4. 12. maj 2003
5. 2. avgust 2004
6. 20. junij 2005

Osnovni motiv na sprednji strani bankovca je lik pesnika Franceta Prešerna, izdelan v ročni gravuri. Senca profila portreta je izpolnjena z mikropisavo. V zgornji, levi polovici bankovca je v tehniki globokega tiska odtisnjen faksimile Prešernovega podpisa. V vodnem znaku je lik Franceta Prešerna.
Na zadnji strani bankovca je v osrednjem delu odtisnjen del besedila Zdravljice. Levo zgoraj je stilizirano pisateljsko pero, poleg njega pa je v pesnikovem rokopisu v globokem tisku odtisnjena beseda »Prijatli«.

### 5000 tolarjev
- Velikost: 156 x 78 mm
- Datum izdaje:

1. 1. junij 1993
2. 8. oktober 1997
3. 15. januar 2000
4. 15. januar 2002
5. 15. januar 2004

- Izročen v obtok:

1. 13. december 1993
2. 10. februar 1998
3. 10. julij 2000
4. 15. julij 2002
5. 2. avgust 2004

Osnovni motiv na sprednji strani bankovca je lik slikarke Ivane Kobilce, izdelan v ročni gravuri. Podobo dopolnjuje senca profila portreta, izpolnjena z mikropisavo. Na levi strani bankovca je slikarsko stojalo, ob njem pa medaljon s profilom slikarke. Nad stojalom je na bankovcu izdaje »1. junij 1993« slikarska paleta v optično spremenljivi barvi, na bankovcu izdaje »8. oktober 1997« pa je zaščitna folija. Na bankovcu izdaje »15. januar 2002« je hologram v obliki slikarske palete, v katerem so stilizirani cvetovi ter številke »5000« v spreminjajočih se barvah. V vodnem znaku na levi strani bankovca je lik Ivane Kobilce.
Na zadnji strani je odtisnjen načrt fasade Narodnega doma v Ljubljani. Desno od motiva je v globokem tisku odtisnjen tloris in naris Robbovega vodnjaka. Kompozicijo zaključuje na desni strani načrt prizidka Narodnega doma. Bankovec izdaje »15. januar 2002« ima dodano varnostno kovinsko nitko z mikrotekstom, ki je vpletena ob levem robu.

### 10000 tolarjev
- Velikost: 156 x 78 mm
- Datum izdaje:

1. 28. junij 1994
2. 15. januar 2000
3. 15. januar 2003
4. 15. januar 2004

- Izročen v obtok:

1. 15. marec 1995
2. 19. junij 2000
3. 13. oktober 2003
4. 4. april 2005

Osnovni motiv na sprednji strani bankovca je lik pisatelja Ivana Cankarja, izdelan v ročni gravuri. Podobo dopolnjuje senca profila portreta, izpolnjena s pisateljevim rokopisom. V osrednjem delu bankovca je odtisnjen načrt odra nekdanjega gledališča v Ljubljani, nad njim pa v slepem tisku motiv krizanteme.  V vodnem znaku je Smrekarjeva karikatura Ivana Cankarja.
Bankovec izdaje 28. junija 1994 ima levo od krizanteme pisateljsko pero v optično spremenljivi barvi.
Bankovec izdaje 15. januarja 2000 ima na sprednji strani ob desnem robu fluorescentni trak, na katerem se ponavlja faksimile podpisa Ivana Cankarja, pisateljsko pero in v mikro pisavi izpisan citat iz Cankarjevega dela Ottakring. Pisateljsko pero v zgornji levi polovici bankovca je vijolične barve.
Osnovni motiv zadnje strani bankovca predstavlja gravura krizanteme, preko osrednjega dela pa je odtisnjen del originalnega pisateljevega rokopisa.
Bankovec izdaje 15. januar 2003 ima v levem zgornjem delu krizanteme dodano iridescentno zaščito.

### Priložnostni bankovci
Občasno je ob pomembnih dogodkih ali obletnicah Banka Slovenije izdala tudi priložnostne bankovce.

## Kovanci
Kovance izdaja Republika Slovenija. Občasno je ob pomembnih dogodkih ali obletnicah država izdala tudi priložnostne kovance. Poleg bankovcev so v denarnem obtoku še naslednji kovanci:

### 50 tolarjev
- Premer: 26 mm
- Debelina: 2,00 mm
- Obod: izmenično gladek-nazobčan
- Teža: 8,00 g
- Zlitina: 75 % Cu, 25 % Ni
- Izročen v obtok: 7. julij 2003

Na sprednji strani kovanca je v sredini izbočena krožna površina, na kateri je odtisnjena vrednost kovanca s številko 50. Na levi strani kovanca je od spodaj navzgor napisano ime »REPUBLIKA SLOVENIJA«, na desni strani pa je ob robu od zgoraj navzdol z besedama »PETDESET TOLARJEV« izpisana vrednost kovanca. V spodnjem delu je odtisnjena letnica kovanja.
Na zadnji strani kovanca je v osrednjem delu upodobljen bik. Nad njim je ob zgornjem robu v latinščini napisano ime »TAURUS TAURUS«.
Ta napis je napačen. Znanstveno ime bika, upodobljenega na zadnji strani kovanca, je v resnici Bos taurus. Ob spodnjem robu je oznaka vrednosti s številko 50.

### 20 tolarjev
- Premer: 24 mm
- Debelina: 2,00 mm
- Obod: valovito nazobčan
- Teža: 6,85 g
- Zlitina: 75 % Cu, 25 % Ni
- Izročen v obtok: 7. julij 2003

Na sprednji strani kovanca je v sredini izbočena krožna površina, na kateri je odtisnjena vrednost kovanca s številko 20. Na levi strani kovanca je od spodaj navzgor napisano ime »REPUBLIKA SLOVENIJA«, na desni strani pa je ob robu od zgoraj navzdol z besedama »DVAJSET TOLARJEV« izpisana vrednost kovanca. Na spodnjem delu je odtisnjena letnica kovanja.
Na zadnji strani kovanca je v osrednjem delu upodobljena štorklja. Nad njo je ob zgornjem robu oznaka vrednosti s številko 20. Na desni polovici kovanca je ob robu v latinščini napisano ime »CICONIA CICONIA«.

### 10 tolarjev
- Premer: 22 mm
- Debelina: 2,00 mm
- Obod: nazobčan
- Teža: 5,75 g
- Zlitina: 75 % Cu, 25 % Ni
- Izročen v obtok: 19. april 2000

Na sprednji strani kovanca je v sredini izbočena krožna površina, v kateri je odtisnjena vrednost s številko. Ob robu kovanca je na levi strani izpisano ime »REPUBLIKA SLOVENIJA«, na desni strani pa vrednost z besedami »DESET TOLARJEV«. Med posameznima besedama je vodoravno izpisana letnica kovanja »2000«.
Na hrbtni strani je upodobljen konj, ki se vzpenja. Ob robu kovanca je v latinščini izpisano ime »EQUUS«, ob njem pa je številčna oznaka vrednosti v  Braillovi pisavi za slepe. Na levi zgornji polovici kovanca je oznaka vrednosti s številko »10«.

### 5 tolarjev
- Premer: 26 mm
- Debelina: 1,7 mm
- Obod: nazobčan
- Teža: 6,4 g
- Zlitina: 78 % Cu, 20 % Zn, 2 % Ni
- Izročen v obtok: 4. januar 1993

Na sprednji strani je v sredini izbočena krožna površina z odtisnjeno številko »5«, na robu je na levi izpisano ime »Republika Slovenija«, na desni pa z besedo izražena vrednost »PET TOLARJEV« ter letnica kovanja.
Na sredini zadnje strani kovanca je upodobljena glava alpskega kozoroga, desno od nje je v latinščini izpisano ime »Capra ibex«, levo od glave pa je oznaka vrednosti s številko.

### 2 tolarja
- Premer: 24 mm
- Debelina: 1,7 mm
- Obod: nazobčan
- Teža: 5,4 g
- Zlitina: 78 % Cu, 20 % Zn, 2 % Ni
- Izročen v obtok: 4. januar 1993

Na sprednji strani je v sredini izbočena krožna površina z odtisnjeno številko »2«, na robu je na levi izpisano ime »Republika Slovenija«, na desni pa z besedo izražena vrednost »DVA TOLARJA« ter letnica kovanja.
Na sredini zadnje strani kovanca je upodobljena kmečka lastovka v letu, desno od nje je ob robu oznaka vrednosti s številko, pod lastovko pa je v latinščini izpisano ime »Hirundo rustica«.

### 1 tolar
- Premer: 22 mm
- Debelina: 1,7 mm
- Obod: nazobčan
- Teža: 4,5 g
- Zlitina: 78 % Cu, 20 % Zn, 2 % Ni
- Izročen v obtok: 4. januar 1993

Na sprednji strani je v sredini izbočena krožna površina z odtisnjeno številko »1«, na robu je na levi izpisano ime »Republika Slovenija«, na desni pa z besedo izražena vrednost »EN TOLAR« ter letnica kovanja.
Na sredini zadnje strani kovanca je upodobljena večja potočna postrv, pod njo pa dve manjši. Pod njima je v latinščini izpisano ime »Salmo trutta fario«, nad večjo pa je oznaka vrednosti s številko.

### 50 stotinov
- Premer: 20 mm
- Debelina: 1,3 mm
- Obod: gladek
- Teža: 0,85 g
- Zlitina: 98 % Al, 2 % Mg
- Izročen v obtok: 4. januar 1993

Na sprednji strani je v sredini izbočena kvadratna površina z odtisnjeno številko »50«, na robu je na levi izpisano ime »Republika Slovenija«, na desni pa z besedo izražena vrednost »PETDESET STOTINOV« ter letnica kovanja.
Na sredini zadnje strani kovanca je upodobljena čebela, desno od nje je v latinščini izpisano ime »Apis mellifera«, levo od čebele pa je oznaka vrednosti s številko.

### 20 stotinov
- Premer: 18 mm
- Debelina: 1,3 mm
- Obod: gladek
- Teža: 0,70 g
- Zlitina: 98 % Al, 2 % Mg
- Izročen v obtok: 29. april 1993

Na sprednji strani je v sredini izbočena kvadratna površina z odtisnjeno številko »20«, na robu je na levi izpisano ime »Republika Slovenija«, na desni pa z besedo izražena vrednost »DVAJSET STOTINOV« ter letnica kovanja.
Na sredini zadnje strani kovanca je upodobljena mala uharica, nad njo je v latinščini izpisano ime »Asio otus«, levo pa je oznaka vrednosti s številko.

### 10 stotinov
- Premer: 16 mm
- Debelina: 1,3 mm
- Obod: gladek
- Teža: 0,55 g
- Zlitina: 98 % Al, 2 % Mg
- Izročen v obtok: 29. april 1993

Na sprednji strani je v sredini izbočena kvadratna površina z odtisnjeno številko »10«, na robu je na levi izpisano ime »Republika Slovenija«, na desni pa z besedo izražena vrednost »DESET STOTINOV« ter letnica kovanja.
Na sredini zadnje strani kovanca je upodobljena človeška ribica, pod njo je v latinščini izpisano ime »Proteus anguinus«, nad ribico pa je oznaka vrednosti s številko.
Kovanca za 10 in 20 stotinov sta bila, zaradi majhne vrednosti, v uporabi zelo kratek čas. V Banki Slovenije so nameravali vrednost tolarja 10x povečati z odstranitvijo zadnje 0 na bankovcih. Tega niso storili zaradi ponarejanja bonov in so zato predčasno predali že natisnjene tolarske bankovce.

## Konec veljavnosti
Tolar je bil uradna valuta Republike Slovenije vse do 1. januarja 2007, ko ga je zamenjal evro. Projekt zamenjave tolarjev v evre se je začel 1. januarja 2007. Potekal je v več fazah in sicer:

### 1. januar 2007
V obtok so prišli evrski kovanci in evrski bankovci. Do 14. januarja 2007 je bilo v Sloveniji obdobje dvojne valute - na vseh prodajnih mestih je bilo možno plačevanje tako z evri kot s tolarji, vendar so trgovci denar vračali le v evrih. Tolarje na osebnih računih občanov, bančnih in varčevalnih, so banke samodejno spremenile v evre.

### 14. januar 2007
Po polnoči so lahko kupci v trgovinah plačevali le še z evri. Vse tolarje, ki so ostali, so lahko občani zamenjali v bankah ali na poštah.

### 1. marec 2007
Po tem datumu lahko tolarje občani menjajo v evre samo še v Banki Slovenije, bankovce brez časovne omejitve, tolarske kovance pa so lahko menjali še deset let po uvedbi evra, do 31. decembra 2016.